# 갈색발왕개미
갈색발왕개미(Camponotus kiusuensis)는 벌목, 개미과에 속한 곤충이다.

## 분포 및 서식
중부, 남부, 제주도에 분포하며 일본, 대만에도 분포해있다. 썩은 나무 밑동에서 서식한다.

## 형태
몸 전체에서 광택이 나며 밝은 갈색을 띠는 다리를 제외한 모든 부위가 짙은 갈색을 띤다.